# 赤線基地
『赤線基地』（あかせんきち）は1953年の日本のドラマ映画。
監督は谷口千吉、出演は三國連太郎、根岸明美、中北千枝子、金子信雄など。
米軍基地問題をその影響下で生きる人々の目線で描いた作品であり、反米的なテーマのために一時上映見送りとなった問題作である。
本編冒頭に以下の文章が表示される。
```
この映画は誰を非難し誰に抗議するというものではありません
基地周辺に生れるさまざまな不幸を無くしたいための私達自身の反省の記録であります
```

本作品でデビューした脚本家の木村武（馬淵薫）は、ヘラルド・トリビューンの特派記者が誇張的な表現で騒ぎ立てたため、日本でも大々的に報道され、東宝社長の小林一三の鶴の一声により封切り中止になったと述べており、その後木村は身を潜めていたため解禁に至る経緯には携わっていない。

## ストーリー
浩一は十年ぶりに中国から故郷の御殿場近くの村に帰還したが、そこは米軍基地の村になっていた。
家族は死んだ父以外は健在だったが、離れをパンパンの由岐子（ジュリー）に貸していたため、妹は縁談を断られ、弟はヒロポンを売るチンピラになり、心の支えとしていた昔の恋人も黒人の子供を連れたヒロポン漬けの誰とでも寝るパンパンになっていた。
失望した浩一は、次の日、故郷を捨て由岐子と共に東京に向かった。

## キャスト
- 河那辺浩一 - 三國連太郎： 長男。中国戦線から十年ぶりに帰還。
- 河那辺杉男 - 金子信雄： 次男。役場勤め。既婚。
- 河那辺時子 - 広瀬嘉子： 杉男の妻。
- 河那辺健吉 - 日惠野晃： 三男。チンピラ。
- 河那辺靜子 - 川合玉枝[3]： 長女。
- 河那辺文子 - 青山京子： 次女。女学生。
- 河那辺敏男 - 伊東隆： 四男（末っ子）。小学生。
- 河那辺お徳 - 英百合子： 浩一の母。
- 河那辺重作 - 高堂国典： 浩一の祖父。
- 由岐子（ジュリー） - 根岸明美： 米兵相手の娼婦「ガールさん」。
- ハルエ - 中北千枝子： 浩一のかつての恋人。
- 上西 - 小林桂樹： 小学校教師。浩一の旧友で静子の婚約者。
- 順吉 - 十朱久雄： 上西の父。息子と静子の結婚に反対。
- バブ - ボッブ・ブース： 由岐子の情夫。